# 곤노 아키라
곤노 아키라(일본어: 今野 章 1974년 9월 12일 ~ )는 일본의 전 축구 선수이다.

## 구단 경력
과거 주빌로 이와타, 가와사키 프론탈레에서 활동하였다.